# Острову Мик (Хунедоара)
Острову Мик (рум. Ostrovu Mic) насеље је у Румунији у округу Хунедоара у општини Рау де Мори. Oпштина се налази на надморској висини од 450 m.

## Становништво
Према подацима из 2002. године у насељу је живело 106 становника, сви румунске националности.